# NGC 437
NGC 437 is een spiraalvormig sterrenstelsel in het sterrenbeeld Vissen. Het hemelobject ligt ongeveer 218 miljoen lichtjaar van de Aarde verwijderd en werd op 22 oktober 1886 ontdekt door de Amerikaanse astronoom Lewis A. Swift.

## Synoniemen
- PGC 4464
- UGC 788
- MCG 1-4-5
- ZWG 411.9